# امیرذکریا
امیرزکریا یکی از روستاهای استان آذربایجان شرقی است که در دهستان سیس بخش مرکزی شهرستان شبستر واقع شده‌است. این روستا از سمت شمال با کوه میشو، از جنوب با روستای زنگی و ملک‌زاده، از غرب با شهر سیس و از شرق با روستای گل آباد همسایه است. یکی از محاسن این روستا نسبت به روستاهای دیگر قرارگیری آن در کنار اتوبان شبستر- صوفیان (جاده ترانزیت تبریز ارومیه) است که منجر به سهولت رفت و آمد روستائیان می‌شود. به دلیل خشکسالی چند سال اخیر اکثر جوانان روستا به شهرهایی مثل تهران و تبریز کوچ کرده‌اند. روستای امیرذکریا دارای دو چشمه است که یکی از آنها به دلیل بی‌توجهی خشک شده‌است و تمام آبیاری زمین‌های روستا از چشمه اصلی روستا صورت می‌گیرد. از محصولات کشاورزی این روستا می‌توان بادام، سیب، آلبالو و گردو را نام برد.